# Yuan Shu-chi
Dans ce nom chinois, le nom de famille, Yuan, précède le nom personnel.
Yuan Shu-chi (née le 9 novembre 1984 à Taïwan) est une archère taïwanaise.

## Biographie
Yuan Shu-chi dispute les Jeux olympiques d'été de 2004 à Athènes. Elle y remporte la médaille de bronze par équipe.